# 後藤俊彦 (銀行家)
後藤 俊彦（ごとう としひこ、1925年10月7日 - 2010年5月15日）は、日本の経営者。阪神銀行頭取、会長を務めた。東京都出身。

## 経歴・人物
1950年に東京大学経済学部経済学科を卒業し、同年に神戸銀行に入行した。1975年5月に太陽神戸銀行取締役に就任し、1978年6月に常務を経て、1982年6月に阪神相互銀行社長に就任した、1989年2月には阪神銀行頭取に就任。1991年6月に会長に就任し、1993年6月に取締役相談役を経て、1994年6月から相談役を務めた。
1992年11月に藍綬褒章を受章した。
2010年5月15日肺炎のために死去。84歳没。